# Свадьба упырей
«Свадьба упырей» (чеш. Svatba upírů) — чешский фильм 1993 года режиссёра Ярослава Соукупа, по мотивам произведений Шеридана Ле Фаню.

## Сюжет
XVIII век. Молодой англичанин Ричард Бэнкрофт со своим дядей приезжает по торговым делам в Прагу. Здесь он влюбляется в таинственную графиню Оливию Кронберг. Он с радостью принимает приглашение на бал-маскарад её опекуна, графа Кронберга. Однако привилегированное общество, к которому относится графиня, весьма странное — они спят весь день и выходят из своих домов только после захода солнца. Оливия отвечает англичанину взаимностью, но… после ночи с ней на шее молодого человека появляются две характерные точки от укуса… Он раскрывает тайну — оказывается, граф Кронберг в своём особняке правит многочисленной группой вампиров, которые охотятся за невинными жертвами. К счастью, Оливия влюбилась в Ричарда и готова помочь ему в борьбе с кровожадными ночными существами с помощью старой книги, в которой описаны средства против вампиров.

## В ролях
- Рудольф Грушинский — Ричард
- Ивета Бартошова — Оливия
- Петр Нарожны — дядя Арчибальд
- Виктор Прейсс — граф Кронберг
- Людек Коприва — доктор Херманн
- Петр Пелцер — полковник Дегендорф
- Мирослав Таборски — слуга Фридрих
- Нелли Гайерова — старая дворянка
- Олдрич Визнер — оперный певец
- Мария Драгокоупилова — ключница
- Зденек Ржегорж — монах
- Ванда Гибнерова — служанка
- Ярослав Моучка — трактирщик

## Фестивали
- 1994 — кинофестиваль «Fantasporto» — номинация на «Лучший фильм» в категории «Лучший иностранный фантастичный фильм».